# If I Didn’t Have You
«If I Didn’t Have You» — песня, написанная песенником и певцом Рэнди Ньюманом, которая поётся в конце фильма Корпорация монстров (Disney·Pixar). Песня исполнена Джоном Гудменом и Билли Кристалом, завоевала первый Оскар Ньюмана.

## Версия Эмили Осмент и Митчела Муссо
Звёзды сериала Ханна Монтана Эмили Осмент и Митчел Муссо записали ремейк версию песни для альбома Disneymania 6. Песня была продюсирована Брайаном Тоддом. Также было снято два музыкальных видео.

### Список композиций
1. «If I Didn’t Have You» Версия Radio Disney
2. «If I Didn’t Have You» Chris Cox remix
3. «If I Didn’t Have You» Версия DisneyMania
4. «If I Didn’t Have You» DisneyMania remix

### Чарты
| Чарт (2008)                                   | Максимальная позиция |
| --------------------------------------------- | -------------------- |
| U.S. Billboard Bubbling Under Hot 100 Singles | 7                    |
| U.S. Billboard Pop 100                        | 82                   |